# Molophilus gidya
Molophilus gidya är en tvåvingeart som beskrevs av Günther Theischinger 1992. Molophilus gidya ingår i släktet Molophilus och familjen småharkrankar. Inga underarter finns listade i Catalogue of Life.